# ファンシー☆フリル
『ファンシー☆フリル』（ふぁんしーふりる）は、新谷良子1stアルバム。2004年4月28日にLantisから発売された。

## 収録曲
1. Trip into Tiny Peace!
作詞・作曲・編曲：R・O・N
2. 10年後のタイムカプセル
作詞：Funta、作曲：伊東大和、編曲：宅見将典
3. いたげる。
作詞：三重野瞳、作曲：田村信二、編曲：深澤秀行
4. あいのうただから
作詞・作曲：Funta、編曲：Funta and Family
5. ランチBOX
作詞・作曲：ゆうまお、編曲：R・O・N
6. ファンシー☆フリル
作詞：しんたにりょーこ、作曲：上野康雄、編曲：深澤秀行
7. 君のもとへ
作詞・作曲：ゆうまお、編曲：長谷川智樹
8. ray of sunshine
作詞・作曲：桃井はるこ、編曲：小池雅也
9. '誰がバンビに恋したか? (instrumental)
作曲・編曲：R・O・N
10. ワガママ date show
作詞・作曲・編曲：R・O・N
11. Slow Down
作詞・作曲：桃井はるこ、編曲：R・O・N
12. Thank You for my Dear
作詞・作曲：Funta、編曲：長谷川智樹